# Ixtla, Guerrero
Ixtla är en ort i Mexiko.   Den ligger i kommunen Atoyac de Álvarez och delstaten Guerrero, i den södra delen av landet, 280 km sydväst om huvudstaden Mexico City. Ixtla ligger 85 meter över havet och antalet invånare är 289.
Terrängen runt Ixtla är varierad. Runt Ixtla är det ganska glesbefolkat, med 50 invånare per kvadratkilometer. Närmaste större samhälle är Atoyac de Álvarez, 6,5 km nordväst om Ixtla. Omgivningarna runt Ixtla är en mosaik av jordbruksmark och naturlig växtlighet.